# Wasserturm auf dem Werder
| Wasserturm auf dem Werder (Bremen) | Wasserturm auf dem Werder (Bremen)                                             |
| Wasserturm                         | Wasserturm                                                                     |
| Daten                              | Daten                                                                          |
| ---------------------------------- | ------------------------------------------------------------------------------ |
| Baujahr:                           | 1871 bis 1873                                                                  |
| Architekt:                         | Rudolph Berg und J. G. Poppe (d. J.)                                           |
| Denkmalschutz:                     | Kulturdenkmal seit 1978                                                        |
| Turmhöhe:                          | 47 m                                                                           |
| Nutzhöhe:                          | ?                                                                              |
| Behälter:                          | Zwei stählerne Flachbodenbehälter (genietet) mit den Maßen 23 m × 13 m × 3,5 m |
| Volumen des Behälters:             | 1700 m³                                                                        |
| Stilllegung:                       | 1983                                                                           |
| Ursprüngliche Nutzung:             | Städtische Wasserversorgung                                                    |
| Heutige Nutzung:                   | Wird gelegentlich für Ausstellungen und Theaterinszenierungen genutzt.         |

Der Wasserturm auf dem Werder an der Werderstraße ist der älteste Wasserturm der Stadt Bremen. Das 47 Meter hohe Gebäude – im Volksmund auch „Umgedrehte Kommode“ genannt – auf dem Stadtwerder war Teil der Bremer Wasserkunst mit dem Betreiber swb AG.

## Vorgeschichte

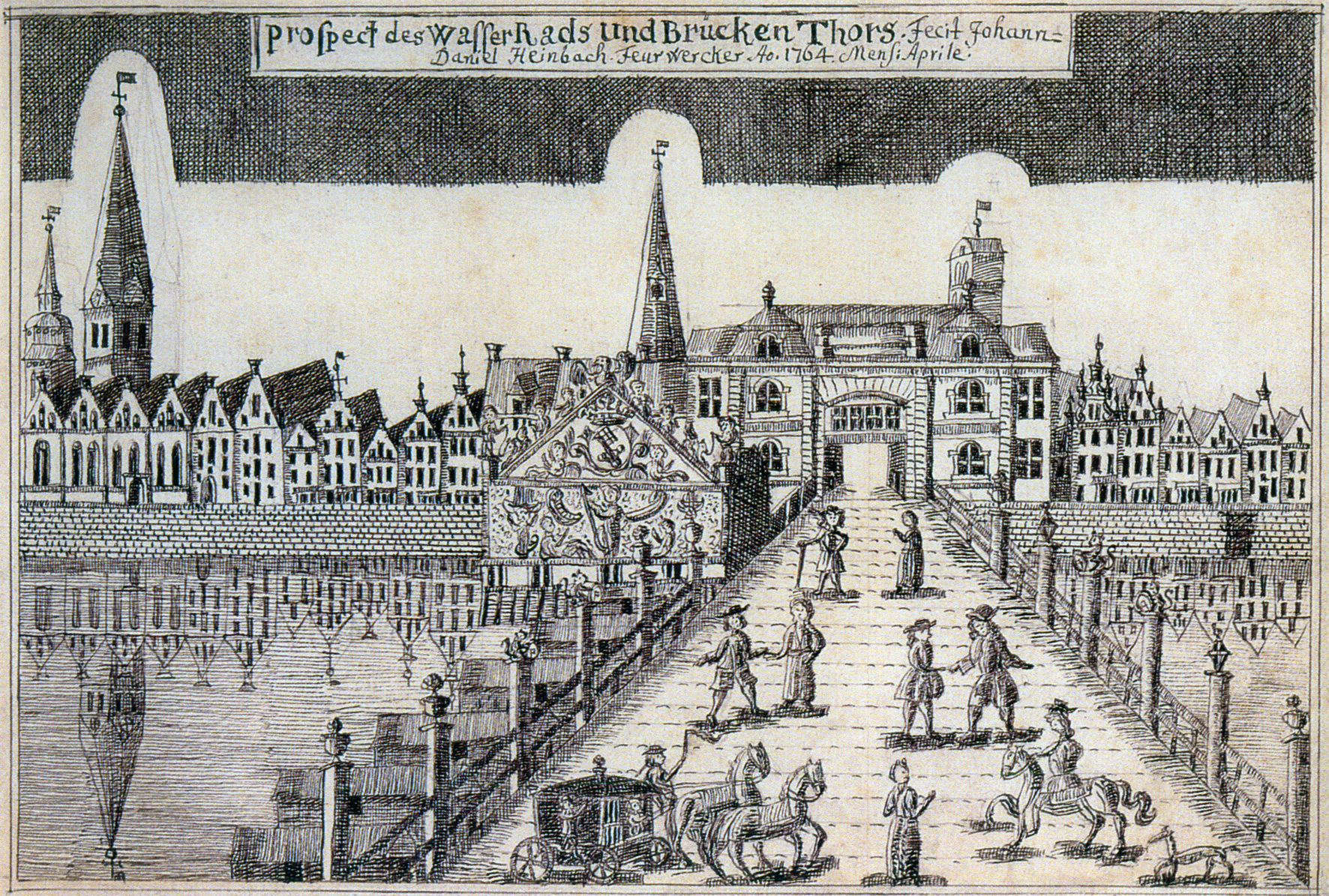
Weserbrücke und Wasserrad 1764

Die erste zentrale Wasserversorgung wurde in Bremen 1394 gebaut. An der Weserbrücke wurde ein Schöpfrad angebracht. Ein Rohrsystem leitete das Wasser zu 200 Häusern der Stadt. Das vom strömenden Wasser, später durch Pferdegöpel angetriebene Rad war eine der städtischen Sehenswürdigkeiten. Es war nicht durchgängig in Betrieb und musste mehrmals erneuert werden.  Ein großes Modell steht im Focke-Museum Bremen. 1822 wurde der Betrieb eingestellt und 1847 vorübergehend durch eine dampfbetriebene Pumpe ersetzt.

## Bau und Betrieb der Anlage

Konstruktionszeichnung 1872

Mit dem Anwachsen der Bevölkerung durch die Industrialisierung des 19. Jahrhunderts brauchte Bremen eine leistungsfähigere Wasserversorgung. Mit der technischen Planung und der Bauausführung wurde Rudolph Berg betraut, den Auftrag für die architektonische Planung bekam Johann Georg Poppe. In den ersten Jahrzehnten des Betriebs wurde hier Weserwasser entnommen und in Sandfilteranlagen gereinigt.
Als die Anlage in Betrieb ging und zunächst nur 2000 Hausanschlüsse versorgte, überschritt die Einwohnerzahl Bremens gerade die 100.000-Grenze. Zehn Jahre später waren knapp die Hälfte aller Bremer Haushalte an die Wasserversorgung angeschlossen. Erst ab 1908 bekamen alle Bremer Häuser ihren direkten Wasseranschluss.

## Der Wasserturm

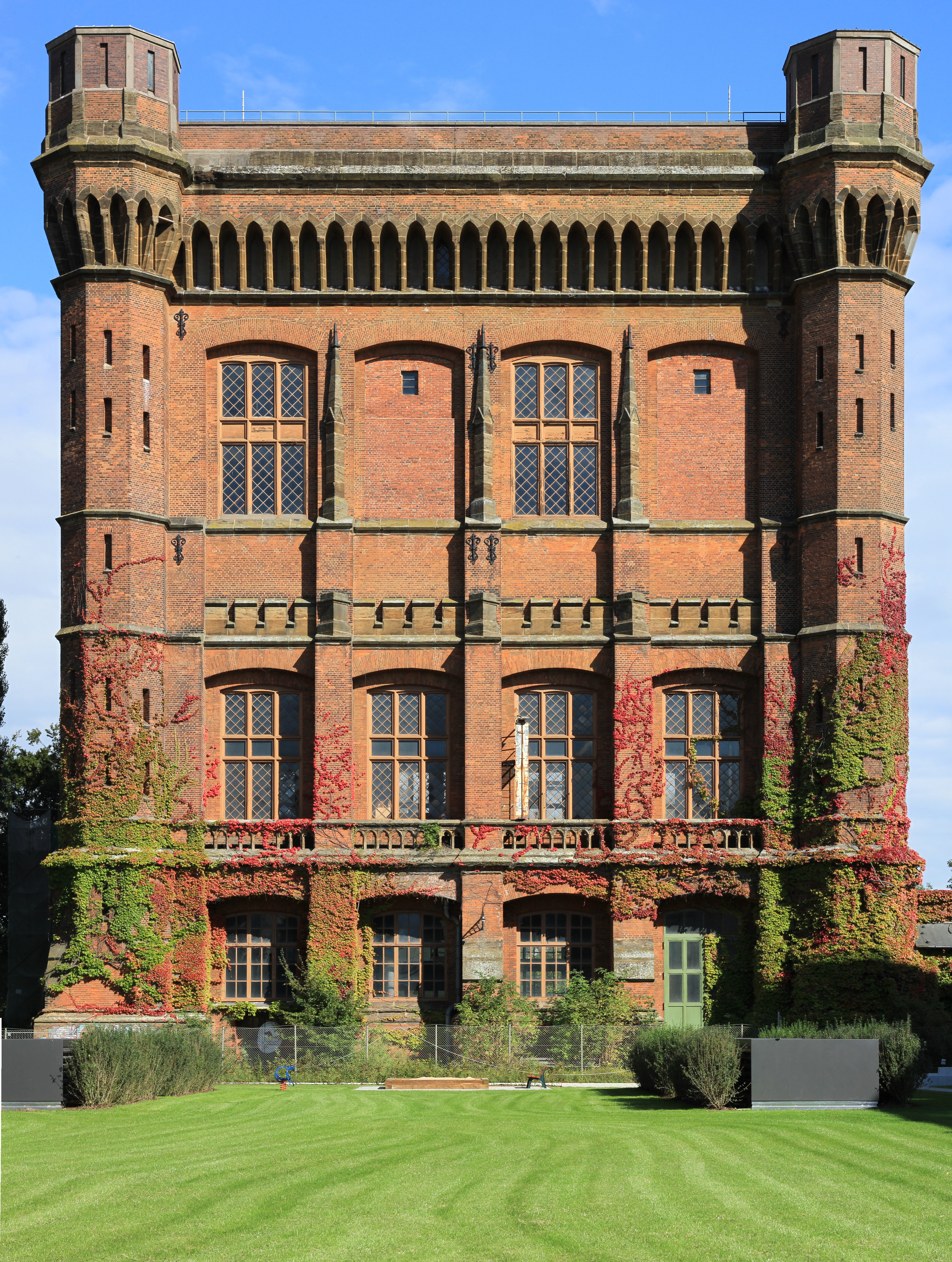
Fassadengliederung des Turms

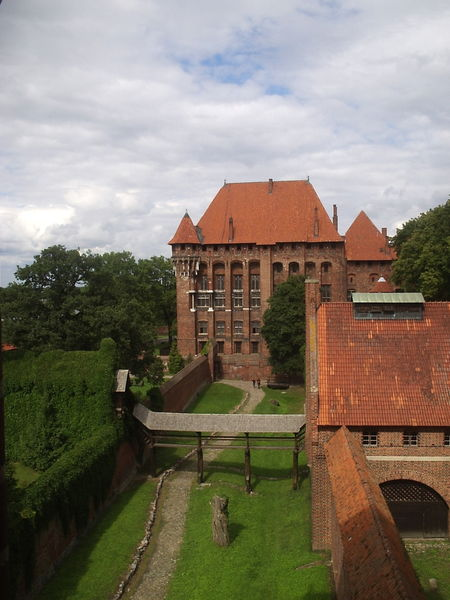
Der Hochmeisterpalast der Marienburg war Vorbild für den Turm.

Der Wasserturm wurde in den Jahren 1871 bis 1873 errichtet. Die Größe des Bauwerks erinnert an die Malakow-Türme im Ruhrgebietsbergbau. Der Entwurf für den historisierenden Bau wurde angeregt durch den Hochmeisterpalast der Ordensburg Marienburg in Ostpreußen. Seine Proportionen und die vier Ecktürmchen, die wie Beine in den Himmel ragen, gaben Anlass zu dem Spitznamen „umgedrehte Kommode“. Wegen Baufälligkeit wurden die Ecktürme schon vor Jahrzehnten gekürzt.
Mit Dampfmaschinen angetriebene Pumpsysteme haben das gereinigte Weserwasser in die im Oberteil des Turms befindlichen Behälter gefördert. Zwei der vier Türme dienten hierbei als Schornsteine der Dampfmaschinen. Der dritte Turm dient als Aufgang. Im vierten befinden sich Rohrleitungen.
Den ursprünglichen Zweck erfüllt der Turm nicht mehr. Das Wasserwerk wurde 1983  aufgegeben und diente lediglich noch als Wasserspeicher für die Versorgung der Brauerei Beck & Co. aus Fernleitungsnetzen der Harzwasserwerke.
Am 27. Oktober 2008 wurden aus dem Wassertank die restlichen 800.000 Liter in das Trinkwassernetz abgelassen. Zuvor wurden 100 Flaschen gefüllt mit der Aufschrift „swb AG Exclusivabfüllung – swb Wasser aus dem altehrwürdigen Wasserturm Auf dem Werder“.

## Zwischennutzung und zukünftige Nutzung
Das Gebäude wurde für eine neue Nutzung als „Leuchtturmprojekt“ eines Wohn- und Büroviertels auf dem Stadtwerder verkauft. Die Übergabe erfolgte im Oktober 2008.
Auf dem ehemaligen Wasserwerksgelände  an der „Umgedrehten Kommode“ sollen insgesamt 220 Wohneinheiten entstehen.
2011 wurde das Bauwerk für Kunstprojekte zwischengenutzt. Das Kulturprojekt Schwankhalle und die Shakespeare Company holten mit Unterstützung des Senators für Umwelt, Bau, Verkehr und Europa und der Heinrich-Böll-Stiftung die Wanderausstellung "Zur Nachahmung empfohlen!" in den Wasserturm auf dem Stadtwerder. In der Ausstellung ging es um Nachhaltigkeit und deren Ästhetik. Die Ausstellung wurde begleitet von einem umfangreichen Rahmenprogramm mit Künstlergesprächen, Podiumsdiskussionen und einem Filmprogramm.